# Herbert Klang
Herbert Klang, född 1908 i Wien, var en österrikisk ishockeyspelare. Han kom på delad femte plats i Olympiska vinterspelen i Sankt Moritz 1928.